# حديقة روبرت تريمان الحكومية
حديقة حديقة روبرت إتش تريمان الحكومية، تبلغ مساحته 1,110 أكر (4.5 كـم2) حديقة حكومية تقع في مقاطعة تومبكينز، في منطقة فينجر ليكس في نيويورك بالولايات المتحدة. تقع الحديقة في مدن إيثاكا وإنفيلد ونيوفيلد.

## تاريخ
اشترى روبرت هنري تريمان(1858-1937)الأرض المحيطة بشلالات إنفيلد لأول مرة في عام 1915،وعمل على تحسين العقار بزراعة أكثر من1000شجرة.تبرع هو وزوجته،لورا تريمان (هوزي) (1865-1944)،بالأرض لولاية نيويورك في عام 1920 لإنشاء حديقة إنفيلد جلين الحكومية . تم تغيير اسم الحديقة تكريما لروبرت إتش تريمان بعد وفاته عام 1937.
تم إدراج مطحنة إنفيلد فولز ومنزل ميلر في السجل الوطني للأماكن التاريخية في عام1979.

## وصف الحديقة
يقع منتزه حديقة روبرت إتش تريمان الحكومية على طول طريق الولاية 327،غرب طرق الولاية 13 و 34 و 96زتوفر الحديقة منطقة سباحة خارجية عند قاعدة الشلال وطاولات نزهة وملاعب وممارسة رياضة المشي لمسافات طويلة والتخييم.
تحتوي الحديقة على العديد من الشلالات بطول 4.5 ميل (7.2 كـم)رحلة ذهابًا وإيابًا.تتبع مسارات المشي لمسافات طويلة انفيلد كريك،مما يوفر العديد من الإطلالات على التكوينات الصخرية في المضيق العميق الضيق المعروف باسم افيلد جلين.يقع المسبح الطبيعي في أقصى شرق الشلال،والمعروف باسم الشلالات السفلى.لوسيفر فولز،١١٥ قدم (٣٥م)،شلال متتالي متعدد المستويات ، هو ارتفاع قصير من الجزء الغربي من الحديقة.يمكن العثور على مناظر لشلالات لوسيفر على طول ممر المضيق ، بالإضافة إلى الإطلالات على طول ممر الحافة. يتنقل مسار فنجر ليك تريل lعلى الحافة الجنوبية للحديقة.
بسبب الظروف الخطيرة التي تسببها الثلوج والجليد،بتعذر الوصول إلى معظم مسارات المنتزه في فصل الشتاء.يمكن للزوار مشاهدة الشلالات السفلى على مدار العام.

## روابط خارجية
- متنزهات ولاية نيويورك: حديقة روبرت إتش تريمان الحكومية
- خريطة مسار حديقة روبرت إتش تريمان الحكومية
- لوسيفر فولز